# Sisowath Monivong
Sisowath Monivong (in lingua khmer ព្រះបាទ ស៊ីសុវតិ្ថ មុនីវង្ស; Phnom Penh, 27 dicembre 1875 – Bokor, 24 aprile 1941) è stato re della Cambogia dal 1927 fino alla sua morte.

## Biografia
Secondogenito del re Sisowath, Sisowath Monivong (spesso abbreviato in Monivong) nacque a Phnom Penh nel 1875. Nel 1863 lo zio Norodom aveva accettato di far diventare la Cambogia un protettorato francese pur di sottrarsi al dominio siamese e vietnamita, e nel 1887 il protettorato di Cambogia fu inserito nella neonata colonia dell'Indocina francese, che inizialmente comprendeva anche i protettorati di Cocincina, Annam e Tonchino in territorio vietnamita. Alla morte di Norodom, nel 1904 divenne re il fratellastro Sisowath, ritenuto più accondiscendente al controllo francese del figlio del predecessore, il principe Yukanthor. Nei suoi 23 anni di regno si stabilizzarono i rapporti tra la corte e le autorità coloniali, che erano stati spesso tumultuosi nel periodo di Norodom. Nel 1907 i francesi costrinsero il Siam, l'odierna Thailandia, a restituire alla Cambogia le province tradizionalmente khmer di Siem Reap, Banteay Meanchey e Battambang.

### Ascesa al trono
Nel 1927 morì Sisowath e gli succedette Sisowath Monivong. Come i suoi due predecessori, Monivong fu re praticamente solo di nome (dopo che sul finire del XIX secolo Norodom aveva tentato di esercitare effettivamente la propria autorità). Il potere effettivo era controllato dai francesi, nelle persone del governatore dell'Indocina Francese, che risiedeva ad Hanoi, e del residente generale della Cambogia. Monivong organizzò il Consiglio reale chiamando al suo fianco i cugini Sisowath Rathary, Sisowath Watchayavong, Norodom Phanouvong, Norodom Suramarit e Norodom Singhara.

### Economia coloniale e movimenti di protesta
Salì al trono in un periodo in cui l'economia del protettorato cambogiano era particolarmente fiorente, le scarse infrastrutture costruite dai francesi avevano contribuito a sviluppare l'agricoltura e le risaie nelle province di Battambang e Siem Reap erano le più produttive dell'intera colonia. A trarne vantaggio furono soprattutto i proprietari colonialisti e in misura minore gli impiegati vietnamiti fatti arrivare dai francesi nonché gli imprenditori e banchieri di origine cinese, che da lungo tempo si erano consolidati nel Paese, mentre i cambogiani rappresentavano la forza lavoro sottopagata. La grande depressione del 1929 segnò il tracollo anche per l'economia in Cambogia e a pagarne il prezzo maggiore furono i cambogiani, la cui povertà divenne drammatica e accentuata anche dalle nuove tasse imposte dai francesi per il rilancio.
Negli anni trenta nacque il movimento comunista in Cambogia come branca del Partito Comunista Indocinese, nome che aveva preso nell'ottobre del 1930 il Partito Comunista Vietnamita, fondato pochi mesi prima, per coinvolgere tutti i Paesi dell'Indocina Francese nella lotta contro i colonialisti. I membri cambogiani erano 9 nel 1935 e 16 nel 1938. Il movimento nazionalista era nato diversi anni prima e durante il regno di Monivong ebbe grande sviluppo. Tra i giovani nazionalisti che emersero in quegli anni vi fu Son Ngoc Thanh, un khmer krom nato in Cocincina trasferitosi in Cambogia dopo gli studi a Parigi che sarebbe diventato un uomo di Stato. Sia i primi comunisti che i nuovi nazionalisti si formarono in quegli anni nelle scuole francesi in Cambogia.

### Guerra franco-thailandese
Durante la Seconda guerra mondiale, dopo l'instaurazione del  governo di Vichy, nel settembre 1940 le truppe dell'Impero giapponese occuparono il nord del Vietnam, ma permisero alla burocrazia francese di restare al suo posto. Il mese successivo anche il dittatore thai Phibun Songkhram, alleato dei giapponesi, approfittò della debolezza dei francesi nel periodo di Vichy e intraprese la breve guerra franco-thailandese per appropriarsi dei territori laotiani e cambogiani ceduti ai colonialisti europei negli anni a cavallo del 1900. L'aviazione thai bombardò diverse località laotiane e cambogiane, l'esercito riuscì a penetrare in territorio laotiano ma incontrò maggiore resistenza da parte dei francesi alle frontiere con la Cambogia.
I francesi sfruttarono la loro superiorità navale nella battaglia di Koh Chang, nei pressi del confine cambogiano, al termine della quale i giapponesi imposero il cessate il fuoco firmato dalle parti in causa il 31 gennaio 1941. Grazie all'intermediazione giapponese, con il trattato di pace firmato a Tokyo nel maggio successivo i francesi, oltre a cedere alcuni territori laotiani, furono costretti a lasciare ai thai le province cambogiane di Battambang, Siem Reap, Banteay Meanchey, Oddar Meanchey e Preah Vihear, nonché la municipalità di Pailin. Quello stesso mese le truppe giapponesi occuparono la Cambogia.

### Successione
Sisowath Monivong non fece in tempo a vedere questi ultimi avvenimenti; si era nel frattempo ritirato a Bokor, dove morì alla fine di aprile 1941. I francesi scelsero come successore di Monivong non il figlio Sisowath Monireth, ma il giovanissimo nipote Norodom Sihanouk (figlio di Norodom Suramarit, cugino del vecchio re e genero, avendone sposato la figlia Sisowath Kosamak), ritenuto più malleabile. Gli eventi successivi avrebbero dimostrato il contrario.
Dopo la fine del conflitto mondiale, nell'ottobre del 1946 i thai furono costretti a riconsegnare i territori annessi nel 1941 ai francesi, che quello stesso mese riorganizzarono l'intero impero coloniale rimastogli nell'Unione francese.

## Discendenza
Il Re Sisowath Monivong ha avuto 16 spose e 24 figli:
- dalla sua unione con la Regina Norodom Kanviman Norelak Tevi :
  - la principessa Samdech Preah Ream Sisowath Thavet Ruongsy Nearivong (30 marzo 1899 - 1975)
  - la regina Sisowath Kossamak Nearireth Serey Vatthana (9 aprile 1904 - 28 aprile 1975)
  - il principe Samdech Krom Preah Sisowath Monireth (25 novembre 1909 - 1975)
  - il principe Preah Ang Krom Luong Sisowath Monipong (25 agosto 1912 - 31 agosto 1956)
- dalla sua unione con la principessa Sisowath Sisoda :
  - la principessa Sisowath Sodaruonsi (13 novembre 1903 - 1975)
- dalla sua unione con Neak Moneang Kim Ho :
  - il principe Sisowath Monicheat (8 ottobre 1922 - 1975)
- dalla sua unione con Khun Preah Moneang Sowathchhom Norleak Meakh :
  - il principe Sisowath Kussarak (21 maggio 1926 - 1975)
- dalla sua unione con Khun Preah Moneang Norleak Bavar Saokhon :
  - il principe Sisowath Pongdarak (31 luglio 1928 - 1975)
- dalla sua unione con Khun Preah Moneang Anong Leakhana Ban Yen :
  - il principe Sisowath Vongmoni (22 febbraio 1929-1975)
- dalla sua unione con Khun Preah Moneang Bopha Norleak Tat:
  - la principessa Sisowath Monikessan (6 aprile 1929 - 1946)
  - la principessa Sisowath Samanvorapong (13 aprile 1931 - 1975)
  - il principe Sisowath Vongchivan (15 giugno 1933 - 1970)
  - il principe Samdech Sisowath Chivanmonirak (1º febbraio 1936 - 2016)
- dalla sua unione con Khun Preah Moneang Kessar Meali Nat :
  - la principessa Sisowath Pongsanmoni (26 giugno 1929 - 1974)
  - il principe Sisowath Monileakhana (11 giugno 1931 - 1971)
- dalla sua unione con Khun Preah Moneang Neary Kessar Trayang Yem:
  - la principessa Sisowath Rinmoni (8 gennaio 1930 - 1984)
  - il principe Sisowath Monichivan (29 ottobre 1932 - 1975)
- dalla sua unione con Khun Preah Moneang Nearin Ketsan Ol :
  - il principe Sisowath Rothmoni (2 gennaio 1931 - 1975)
- dalla sua unione con Neak Moneang Bavar Meali Phieng:
  - la principessa Sisowath Samanrak (9 maggio 1930 - 1975)
- dalla sua unione con Neak Moneang Neary Bopha Pheap :
  - la principessa Sisowath Sopheap Neary (3 ottobre 1931 - 1975)
- dalla sua unione con Neak Moneang Kanin :
  - la principessa Sisowath Phuongmoni (16 avril 1932 - 1975)
- dalla sua unione con Neak Moneang Chhavi Kessar Samoo :
  - la principessa Sisowath Lomarkessar (3 ottobre 1932 - 2006)
- dalla sua unione con Mam Duong Monirak Ous :
  - il principe Sisowath Duong Chivin (21 maggio 1933 - 1975)
- dalla sua unione con Neak Moneang Nearisisaman Neary :
  - la principessa Sisowath Nearibonga (10 settembre 1935 - 2022)